# Expédition 64 (ISS)
Insigne de la mission
Équipage de l'expédition 64
Chronologie
Expédition 63  Expédition 65 
L'expédition 64 est le 64e roulement de l'équipage de l'ISS. Elle débute le 21 octobre 2020 avec le désamarrage et le départ du Soyouz MS-16. L'expédition se compose de trois membres d'équipage lancés à bord du Soyouz MS-17, le reste de l'équipage arrivant peu de temps après sur SpaceX Crew-1, le premier vol opérationnel du programme Commercial Crew Program (CCP) de la NASA. Comme Crew-1 se compose d'un équipage de quatre au lieu de trois comme avec les Soyouz, l'expédition 64 marque le début de l'occupation permanente de la station par sept membres d'équipage. La mission se termine le 16 avril 2021 avec le départ du Soyouz MS-17.

## Équipage
| Position           | Octobre - Novembre 2020                             | Novembre 2020 - Mars 2021                           | Avril 2021                                          |                                        |
| ------------------ | --------------------------------------------------- | --------------------------------------------------- | --------------------------------------------------- | -------------------------------------- |
| Commandant         | Sergueï Ryjikov, Roscosmos 2e vol spatial           | Sergueï Ryjikov, Roscosmos 2e vol spatial           | Sergueï Ryjikov, Roscosmos 2e vol spatial           |                                        |
| Ingénieur de vol 1 | Kathleen Rubins, NASA 2e vol spatial                | Kathleen Rubins, NASA 2e vol spatial                | Kathleen Rubins, NASA 2e vol spatial                |                                        |
| Ingénieur de vol 2 | Sergueï Koud-Skvertchkov, Roscosmos 1er vol spatial | Sergueï Koud-Skvertchkov, Roscosmos 1er vol spatial | Sergueï Koud-Skvertchkov, Roscosmos 1er vol spatial |                                        |
| Ingénieur de vol 3 |                                                     | Michael Hopkins, NASA 2e vol spatial                | Michael Hopkins, NASA 2e vol spatial                | Michael Hopkins, NASA 2e vol spatial   |
| Ingénieur de vol 4 |                                                     | Victor J. Glover, NASA 1er vol spatial              | Victor J. Glover, NASA 1er vol spatial              | Victor J. Glover, NASA 1er vol spatial |
| Ingénieur de vol 5 |                                                     | Soichi Noguchi, JAXA 3e vol spatial                 | Soichi Noguchi, JAXA 3e vol spatial                 | Soichi Noguchi, JAXA 3e vol spatial    |
| Ingénieur de vol 6 |                                                     | Shannon Walker, NASA 2e vol spatial                 | Shannon Walker, NASA 2e vol spatial                 | Shannon Walker, NASA 2e vol spatial    |
| Ingénieur de vol 7 |                                                     |                                                     | Oleg Novitski, Roscosmos 3e vol spatial             |                                        |
| Ingénieur de vol 8 |                                                     |                                                     | Piotr Doubrov, Roscosmos 1er vol spatial            |                                        |
| Ingénieur de vol 9 |                                                     |                                                     | Mark T. Vande Hei, NASA 2e vol spatial              |                                        |

,,